# Epitola convexa
Epitola convexa är en fjärilsart som beskrevs av Roche 1954. Epitola convexa ingår i släktet Epitola och familjen juvelvingar. Inga underarter finns listade i Catalogue of Life.